# Il leggendario papero del deserto d'Australia
Il leggendario papero del deserto d'Australia è il settimo capitolo della Saga di Paperon de' Paperoni, serie a fumetti realizzata dallo statunitense Don Rosa che narra la storia del papero più ricco del mondo.

## Trama
Paperone riparte dall'Africa per far ritorno in America dove ha catturato i fratelli Dalton per poi partire per l'Australia dove incontra uno sciamano che sta facendo un lungo viaggio passando da una caverna del sogno a un'altra. Paperone decide di aiutare Jabiro nella sua ricerca della caverna. Il giovane inizia a soffiare dentro ad un lungo flauto, mentre lo sciamano intona alcuni incantesimi: alla fine si apre una profonda voragine in mezzo al deserto, al cui interno sono poste alcune caverne. I due viandanti scendono nella prima e si trovano, così, al cospetto del sogno di Bindagbindag, un sogno che, da un rapido calcolo, dura da ben ventimila anni. A questo punto Jabiro Kapirgi, dopo aver firmato il suo passaggio con l'impronta della mano sulla parete, dà lettura del sogno finita la quale trovano un opale che però gli viene poi rubato e Paperone si lancia all'inseguimento del ladro riuscendo a recuperare l'opale che verrà poi lasciato da Paperone nella caverna del sogno di Bindagbindag perché è una reliquia sacra degli sciamani australiani.
Infine Paperone guarda attraverso il cristallo di Jabiro e vede un'aurora boreale: questa visione lo riporterà in America, nelle fredde terre inospitali dello Yukon.

## Storia editoriale
Le fonti di ispirazione dell'autore si trovano nelle seguenti storie di Barks: Zio Paperone e la miniera fantasma di Pizen Bluff, Zio Paperone e la disfida dei dollari, Zio Paperone e la corsa all'oro.
In Italia è stata edita in La saga di Paperon de' Paperoni (2016).